# Fehér könyvek (Kriterion)
A fehér könyvek az Irodalmi Könyvkiadó által 1966-ban indított s 1970 óta a Kriterion gondozásában megjelenő könyvsorozat, amely a Jancsó Elemér-féle Erdélyi Ritkaságok feladatát vállalva a romániai magyar művelődés számottevő, többnyire kiadatlan vagy más kiadásokban hozzáférhetetlen munkáit adta az olvasó kezébe szakszerű gondozásban, jegyzetekkel és elemző tanulmánnyal.
A sorozatban, amely köteteinek fehér védőborítójáról kapta népszerű nevét, Bölöni Farkas Sándor, Wass Pál, Borsos Tamás, Rettegi György, Koós Ferenc, Teleki Sándor, Fogarasi Sámuel és Misztótfalusi Kis Miklós önéletírásai, úti jegyzetei, levelei, Köteles Sámuel, Kovásznai Sándor, Pápai Páriz Ferenc irodalmi és filozófiai írásai, a székely falutörvények egy kötete, Apáczai Csere János Magyar encyclopaediája és Melius Juhász Péter Herbáriuma, Varga Katalin perének okiratanyaga jelent meg Beke György, Benkő Samu, Csetri Elek, Hajós József, Imreh István, Jakó Zsigmond, Juhász István, Kiss András, Kocziány László, Nagy Géza, Szabó T. E. Attila, Szigeti József gondozásában. A sorozatot 1970-ig a kiadó részéről András János, majd Mikó Imre és Hatházy Ferenc szerkesztette.